# Сиранов дуг
„Сиранов дуг” је југословенски ТВ филм из 1972. године. Режирао га је Александар Ђорђевић а сценарио је написан по делу Едмонда Ростанда.

## Улоге
| Глумац             | Улога   |
| ------------------ | ------- |
| Петар Божовић      | Сирано  |
| Свјетлана Кнежевић | Роксана |